# Le Rasoir d'Ockham (roman de Lœvenbruck)
Pour les articles homonymes, voir Rasoir d'Ockham (homonymie).
 (juin 2013).
Si vous disposez d'ouvrages ou d'articles de référence ou si vous connaissez des sites web de qualité traitant du thème abordé ici, merci de compléter l'article en donnant les références utiles à sa vérifiabilité et en les liant à la section « Notes et références ».
Le Rasoir d'Ockham est un thriller écrit par l'écrivain français Henri Lœvenbruck et édité par Flammarion en 2008.

## Synopsis
Ari Mackenzie est analyste à la Direction centrale des Renseignements généraux. Quand son ami Paul Cazo est assassiné, il se retrouve confronté à un groupe mystico-ésotérique à la recherche des pages manquantes du Carnet de Villard de Honnecourt.